# Diagrama de Wiggers

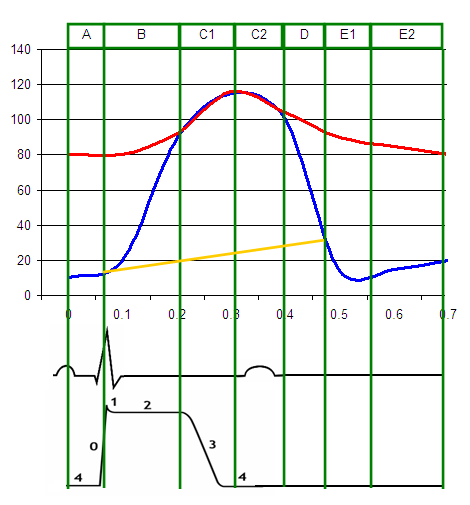
Diagrama de Wiggers.
Vermell = Pressió aòrtica
Blau = Pressió ventricular esquerra
Groc = Pressió auricular esquerra.

El Diagrama de Wiggers és un diagrama usualment utilitzat en fisiologia cardíaca.
L'eix X s'utilitza per mesurar el temps, mentre que l'eix Y conté tot el següent en una sola finestra per aprendre a diferenciar la importància que tenen els diferents estudis del cor:
- Pressió sanguínia
  - Pressió aòrtica
  - Pressió ventricular
  - Pressió auricular
- Volum ventricular
- Electrocardiograma
- Flux arterial (opcional)
- Sorolls cardíacs (opcional)

Demostrant la variació coordinada d'aquests valors, es torna més fàcil observar la relació entre aquests valors en el cicle cardíac.

## Etimologia
El diagrama pren el seu nom pel Dr Carl J. Wiggers, M.D.. Se l'anomena freqüentment de forma incorrecta com a "Diagrama de Wigger".

## Esdeveniments
|    | Fase                                            | ECG | Sorolls cardíacs | Vàlvula aòrtica | Vàlvula Mitral |
| A  | Sístole auricular                               | P   | S4 *             | Tancada         | Oberta         |
| B  | Sístole ventricular - Contracció isovolumètrica | QRS | S1 ("lub")       | Tancada         | Tancada        |
| C1 | Sístole ventricular - Ejecció 1                 | -   |                  | Oberta          | Tancada        |
| C2 | Sístole ventricular - Ejecció 2                 | T   |                  | Oberta          | Tancada        |
| D  | Diàstole ventricular - Relaxació isovolumètrica | -   | S2 ("dub")       | Tancada         | Tancada        |
| E1 | Diàstole ventricular - Ompliment ventricular 1  | -   | S3 *             | Tancada         | Oberta         |
| E2 | Diàstole ventricular - Ompliment ventricular 2  | -   |                  | Tancada         | Oberta         |

Fixeu-vos que durant la contracció i la relaxació isovolumètrica, totes les vàlvules cardíaques són tancades. En cap moment són obertes totes les vàlvules cardíaques.
- Els sorolls cardíacs S3 i S4 són associats amb patologies i no se senten de forma habitual.

## Imatges addicionals

Sístole ventricular
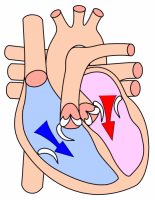
Diàstole cardíaca
ECG